# Ailly-sur-Somme
Pour les articles homonymes, voir Ailly (homonymie).
Ailly-sur-Somme est une commune française située dans le département de la Somme en région Hauts-de-France.

## Géographie

### Localisation
Ailly-sur-Somme est un village picard de l'Amiénois.
À vol d'oiseau, la localité est située à 8 km au nord-ouest d'Amiens et à 33 km au sud-est d'Abbeville.
Le territoire de la commune est limitrophe de ceux de neuf communes.
Les communes limitrophes sont  Bovelles, Breilly, Dreuil-lès-Amiens, Ferrières, La Chaussée-Tirancourt, Picquigny, Saint-Sauveur et Saveuse.

### Hydrographie

#### Réseau hydrographique
La commune est située dans le bassin Artois-Picardie. Elle est drainée par la Somme canalisée, le fossé de Picardie, le bras de décharge aval rg ecl 19 Ailly de la vanne du bras de décharge au canal de la Somme et le bras de décharge rg ecl 19 Ailly du conf du canal de la Somme à la vanne du bras de décharge,.
Le canal de la Somme, construit entre 1770 et 1827, et mis au gabarit Freycinet en 1880, est long 170 km. Il débute à Saint-Simon où il touche au canal de Saint-Quentin et débouche dans la baie de Somme.

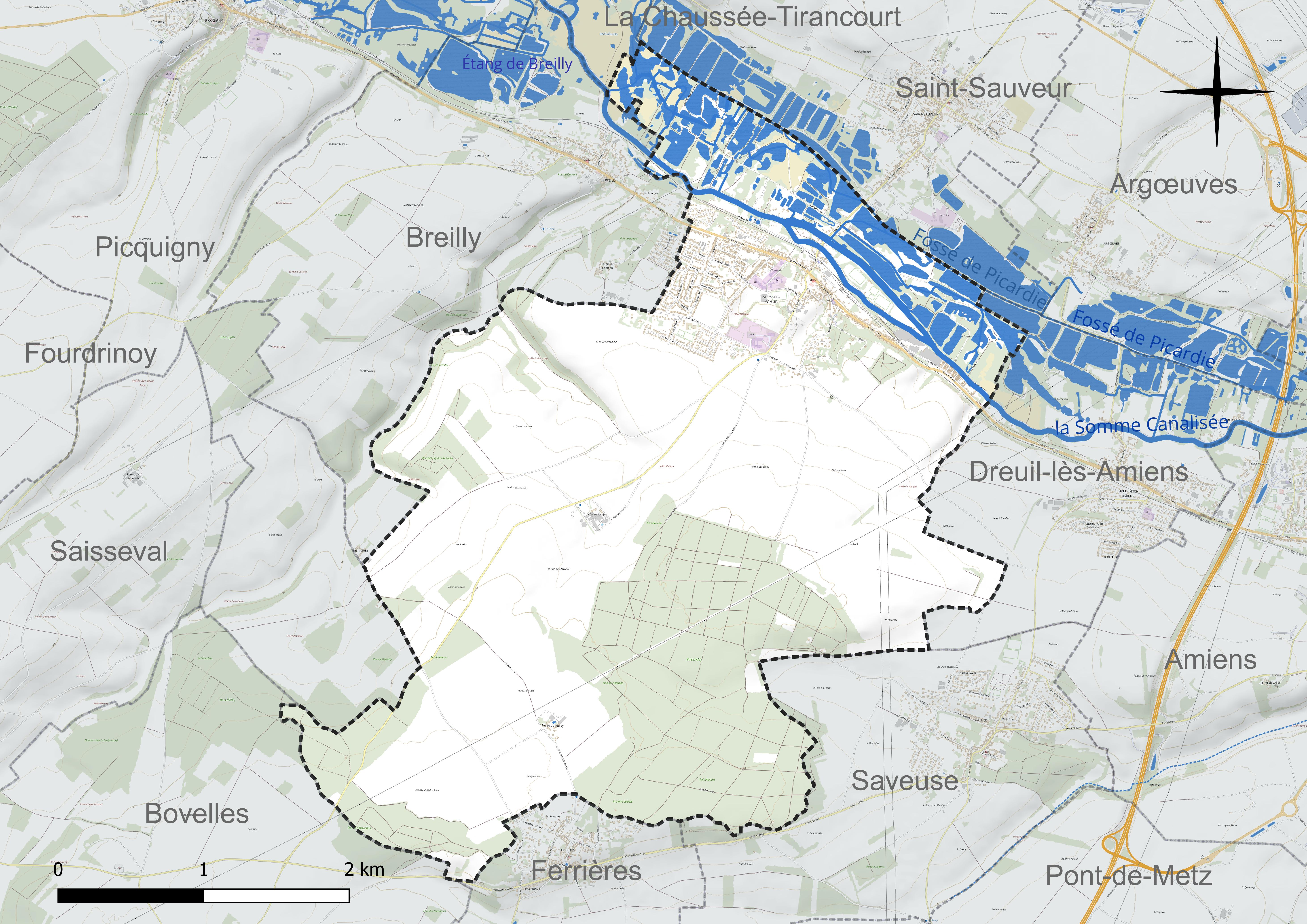
Réseau hydrographique d'Ailly-sur-Somme.

#### Gestion et qualité des eaux
Le territoire communal est couvert par le schéma d'aménagement et de gestion des eaux (SAGE) « Somme aval et Cours d'eau côtiers ». Ce document de planification concerne un territoire de 1 835 km2 de superficie, délimité par le bassin versant de la Somme canalisée. Le périmètre a été arrêté le 29 avril 2010 et le SAGE proprement dit a été approuvé le 6 août 2019. La structure porteuse de l'élaboration et de la mise en œuvre est le syndicat mixte d'aménagement hydraulique du bassin versant de la Somme (AMEVA).
La qualité des cours d'eau peut être consultée sur un site dédié géré par les agences de l'eau et l'Agence française pour la biodiversité.

### Climat
Pour des articles plus généraux, voir Climat des Hauts-de-France et Climat de la Somme.
En 2010, le climat de la commune est de type climat océanique dégradé des plaines du Centre et du Nord, selon une étude du CNRS s'appuyant sur une série de données couvrant la période 1971-2000. En 2020, Météo-France publie une typologie des climats de la France métropolitaine dans laquelle la commune est exposée à un climat océanique et est dans une zone de transition entre les régions climatiques « Nord-est du bassin Parisien » et « Côtes de la Manche orientale ».
Pour la période 1971-2000, la température annuelle moyenne est de 10,5 °C, avec une amplitude thermique annuelle de 13,6 °C. Le cumul annuel moyen de précipitations est de 696 mm, avec 11,5 jours de précipitations en janvier et 8,1 jours en juillet. Pour la période 1991-2020, la température moyenne annuelle observée sur la station météorologique la plus proche, située sur la commune de Glisy à 16 km à vol d'oiseau, est de 11,1 °C et le cumul annuel moyen de précipitations est de 646,6 mm,. Pour l'avenir, les paramètres climatiques de la commune estimés pour 2050 selon différents scénarios d'émission de gaz à effet de serre sont consultables sur un site dédié publié par Météo-France en novembre 2022.

## Urbanisme

### Typologie
Au 1er janvier 2024, Ailly-sur-Somme est catégorisée ceinture urbaine, selon la nouvelle grille communale de densité à sept niveaux définie par l'Insee en 2022.
Elle appartient à l'unité urbaine d'Ailly-sur-Somme, une agglomération intra-départementale regroupant trois  communes, dont elle est ville-centre,,. Par ailleurs la commune fait partie de l'aire d'attraction d'Amiens, dont elle est une commune de la couronne,. Cette aire, qui regroupe 369 communes, est catégorisée dans les aires de 200 000 à moins de 700 000 habitants,.

### Voies de communication et transport
La commune est située sur la route D1235, qui relie Amiens à Belloy-sur-Somme, avant de fusionner avec la D1001.
Ailly-sur-Somme est desservie par la ligne 728 (Saint-Léger-les-Domart - Flixecourt - Amiens) du réseau Trans'80
La gare d'Ailly-sur-Somme est desservie par la ligne P21 du réseau TER Hauts-de-France, cette ligne effctue des liaisons ominbus entre Abbeville et Amiens, voire Albert

### Occupation des sols
L'occupation des sols de la commune, telle qu'elle ressort de la base de données européenne d'occupation biophysique des sols Corine Land Cover (CLC), est marquée par l'importance des territoires agricoles (58,1 % en 2018), en diminution par rapport à 1990 (61,7 %). La répartition détaillée en 2018 est la suivante : 
terres arables (54,8 %), forêts (26,1 %), zones urbanisées (9,1 %), eaux continentales (6,7 %), zones agricoles hétérogènes (3,3 %), prairies (0,1 %). L'évolution de l'occupation des sols de la commune et de ses infrastructures peut être observée sur les différentes représentations cartographiques du territoire : la carte de Cassini (XVIIIe siècle), la carte d'état-major (1820-1866) et les cartes ou photos aériennes de l'IGN pour la période actuelle (1950 à aujourd'hui).

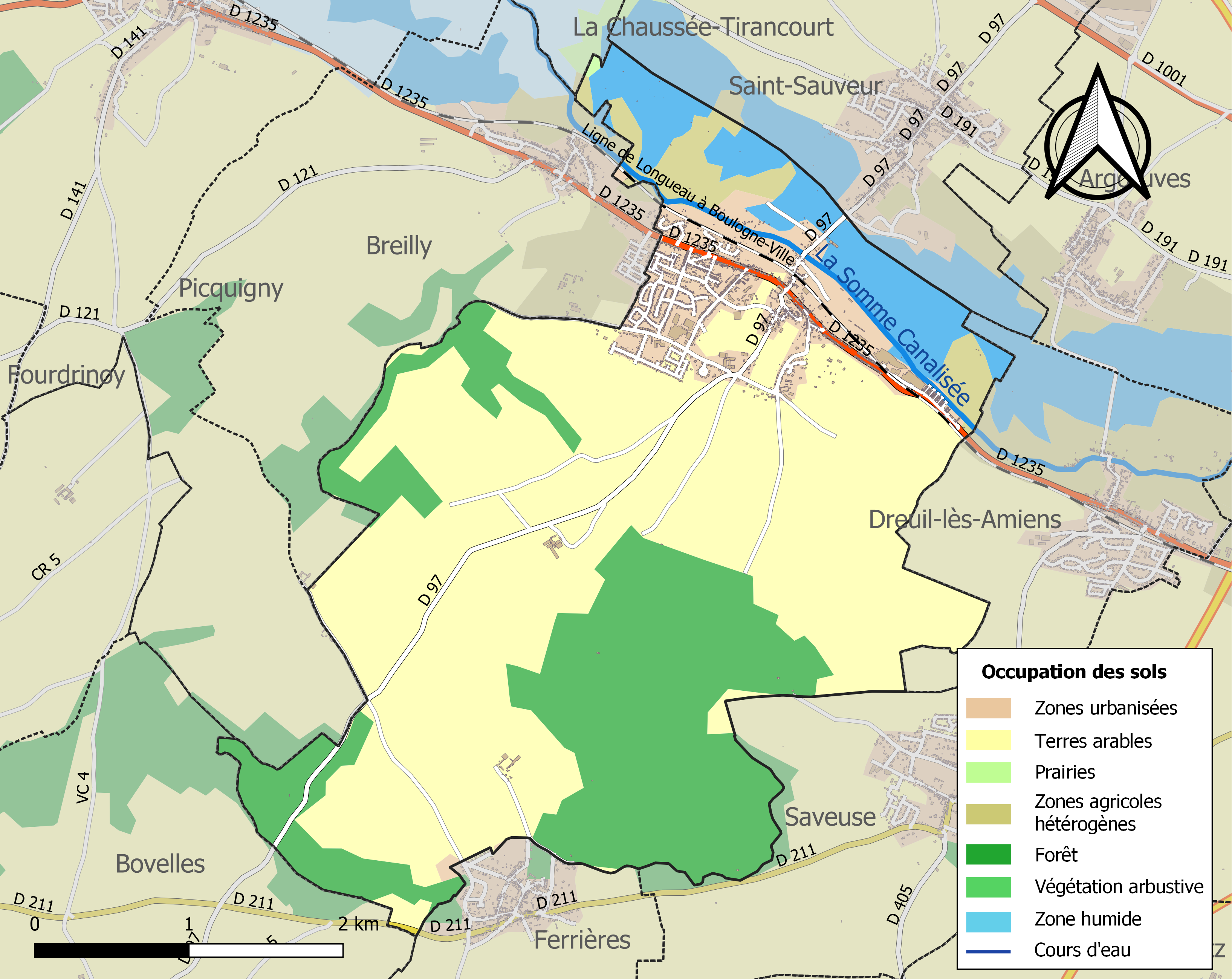
Carte des infrastructures et de l'occupation des sols de la commune en 2018 (CLC).

## Toponymie
Le nom de la localité est attesté sous la forme Alliacum vers 1050 (hagiographie de Saint Angilbert)[réf. nécessaire].
Ailly en picard.
La Somme est un fleuve en région Hauts-de-France, qui traverse les deux départements de l'Aisne et de la Somme.

## Histoire
- 1843-1845 : création sur les bords de la Somme de la filature de lin Bocquet, Cohin & Cie sur une propriété d'Alexandre Dehesdin.
- 11 juillet 1906 : accident ferroviaire.

### L'accident ferroviaire de 1906
L'orage de ce jour-là eut un effet salutaire. 300 ouvriers d'une usine de Saint-Sauveur attendaient dans leur atelier, à l'heure de la sortie, une accalmie. Ce contretemps leur évita de se trouver massés comme ils en avaient l'habitude, le long du passage à niveau à l'heure où passait, comme chaque jour, à 90 à l'heure, le Calais-Bâle.
Le chef de gare entendit un coup de tonnerre suivi d'un énorme fracas. La marquise de la gare vola en éclats. Au milieu d'un mélange d'eau, de verre pilé, de boue, le préposé au chemin de fer aperçut une locomotive gisant sur son bas-flanc contre un mur de la gare à demi-écroulé. Le 1273 avait tamponné l'arrière d'un train chargé de briques. La pluie n'empêcha pas la curiosité. Les secours s'organisèrent. Des voitures éventrées, disloquées, sortaient, hagards, hébétés, une quarantaine de voyageurs tout surpris d'être encore en vie. Il n'y eut que trois blessés légers. Seules les briques rouges réduites en poudre, mêlées à l'eau, donnaient à cet accident une couleur tragique.

### Accident de 1906 relaté par la presse de l'époque
| Tamponnement à Ailly-sur-Somme Le Rapide Calais-Bâle tamponne un train de marchandises. - Cinq blessés. - Dégâts énormes. « Le train rapide Calais-Bâle a coupé en deux un train de marchandises, en manœuvres, en gare d'Ailly-sur-Somme ; il y a de nombreux blessés. ». Telle était la laconique autant que grave nouvelle qui nous parvenait hier soir. Confirmée à la gare du Nord, cette dépêche ne pouvait nous être plus expliquée, et aussitôt nous envoyions un de nos collaborateurs sur les lieux de l'accident, qui aurait pu dégénérer en catastrophe, sans des circonstances heureuses, comme (on) le verra plus loin. À Ailly-sur-Somme À notre arrivée à Ailly-sur-Somme, le spectacle est effrayant. La gare est en partie démolie, la marquise a disparu, les sémaphores sont renversés, les remises de pompes et les dépendances de la gare n'existent plus. Locomotives, fourgons, wagons sont en travers des voies, totalement obstruées et elles-mêmes arrachées. Tout cela éclairé par des lampes puissantes qui projettent sur tous ces débris des lueurs tragiques. Un va-et-vient continuel d'hommes d'équipe, d'employés, agitant leurs lanternes ou leurs signaux ne contribue pas peu à rendre le spectacle fantastique, pendant que les voyageurs qu'on transborde, errent éperdus à travers les débris des trains tamponnés. Une foule énorme de curieux se presse le long des barrières du chemin de fer, celles qui ont été épargnées, et tout ce monde est maintenu à grand peine par les gardes, les gendarmes et les pompiers d'Ailly-sur-Somme. Le tamponnement Comme bien on pense, dans le désarroi qui a suivi le tamponnement, les renseignements sont difficiles à recueillir, les commentaires cependant vont leur train, et il nous faudrait des colonnes pour les rapporter ici. Prenons donc la version qui nous en a été donnée par un des premiers témoins de l'accident. Il était 6 heures du soir, l'orage qui venait d'éclater battait son plein, et peu de monde était dehors, pour cette raison justement. Tout à coup un bruit formidable se fit entendre et la gare d'Ailly-sur-Somme disparut sous un épais nuage de fumée. En même temps des cris se faisaient entendre, des appels « Au secours ! » partaient de la gare. Les voisins, MM. Gabriel ESTAGNOL, BATTEUX, le chef de gare M. MATHAN, etc. accoururent et se rendirent compte de ce qui s'était produit. Le Calais-Bâle avait tamponné un train de marchandises en manœuvres, demeuré on ne sait encore pourquoi sur la voie et les deux convois s'étaient télescopés. La locomotive du rapide était culbutée sur la voie montante, pendant que la machine du train de marchandises tombait de l'autre côté. Wagons et fourgons se disloquaient et l'un d'eux entrait dans les dépendances de la gare, pendant qu'un wanon-couloir, formant bélier, démolissait une maison inhabitée, située à la sortie du passage à niveau d'Ailly à Saint-Sauveur. La marquise de la gare arrachée ainsi que les sémaphores venaient barrer le passage à niveau qui, de ce fait, se trouve absolument bouché. Les secours Aussitôt la population d'Ailly-sur-Somme, dont le dévouement est au-dessus de tout éloge se portèrent à la gare, M. BATTEUX, commandant des pompiers, fit battre "la générale" rappelant ses hommes, les gardes champêtres BATTEUX d'Ailly, ORIAL de Saint-Sauveur, PARIS d'Argœuves, etc., organisèrent le service d'ordre ; les gendarmes de Picquigny descendirent au galop et on s'occupa des blessés. Le chauffeur du rapide était assez grièvement blessé, il avait l'épaule fracturée, des voyageurs, la plupart des Anglais, étaient contusionnés. On les transporta dans les maisons voisines, où ils reçurent les premiers soins de M. le docteur CHEVALIER d'Argœuves, aidé de M. GUÉRIN, pharmacien à Ailly. Pendant ce temps, un train de secours partait d'Amiens, amenant du matériel, une équipe d'ouvriers, des docteurs, des ingénieurs et des inspecteurs. Tous se multiplièrent et parvinrent à ramener le calme. Il ne pouvait plus être question de circulation de trains et un service de transbordement dut être opéré en deçà et au-delà de la gare d'Ailly-sur-Somme. Là encore les pompiers d'Ailly-sur-Somme furent superbes, ils aidaient les voyageurs à traverser les voies encombrées de débris et les guidaient jusqu'à leur train, soutenant les femmes et portant les enfants. Les communications téléphoniques ou télégraphiques étaient interrompues par suite du bris des poteaux, c'est ce qui explique le peu de renseignements arrivés à Amiens, dans la soirée. Les causes de l'accident Quelles sont les causes de cet accident et où sont les responsabilités ? Nous savons qu'une enquête a été ouverte sur le champ, mais on comprendra notre réserve sur ce point, encore mal éclairci. Quoi qu'il en soit, il semble extraordinaire qu'un train ait pu rester sur une voie, comme celle de Paris-Calais, au moment du passage d'un rapide. Le déblaiement Quand nous quittons Ailly-sur-Somme, à 10 h et demi du soir, les ouvriers de la Compagnie se dépensent en efforts surhumains pour déblayer les voies. C'est un travail qui durera plusieurs jours étant donné l'état pitoyable des lieux du tamponnement. De toutes les communes voisines, les curieux sont venus en grand nombre et ils suivent avec intérêt ces travaux peu communs. Les dernières nouvelles reçues sur les blessés sont bonnes. Aucun n'est en danger actuellement. Inutile d'ajouter que la nouvelle de ce tamponnement a jeté à Amiens une émotion très vive. Nous avons rencontré, à Ailly-sur-Somme, nombre de nos concitoyens qui accouraient aux renseignements, ayant des parents ou des amis partis dans le Calais-Bâle. Signalons encore ce détail : Tous les soirs, les 200 ou 300 ouvriers de St-Sauveur attendent, devant le passage à niveau, le passage de l'express. Or, ce soir, le mauvais temps leur avait fait retarder leur départ. Grâce à ce contre-temps, l'accident n'a pas été horrible. On ne peut songer sans frémir à l'hécatombe qui se serait produite si les monstres de fer étaient venus tomber sur les barrières garnies d'ouvriers. |

## Politique et administration

### Liste des maires
| Période                                  | Période                      | Identité                   | Étiquette | Qualité |
| ---------------------------------------- | ---------------------------- | -------------------------- | --------- | --- |
| Les données manquantes sont à compléter. |                              |                            |           | |
| 1859                                     | 1862                         | Pierre Patoux              |           | |
| 1862                                     | 1877                         | Édouard Dupuis             |           | |
| 1878                                     | 1904                         | Hugues Constant            |           | |
| 1904                                     | 1905                         | Louis Laurent              |           | |
| 1905                                     | 1906                         | Émile Trepagne             |           | |
| 1906                                     | 1919                         | Eugène Lavoine             |           | |
| 1919                                     | 1940                         | Émile Delacroix            |           | |
| 1940                                     | janvier 1947                 | Léonce Cadet               |           | Décédé en fonction |
| Les données manquantes sont à compléter. |                              |                            |           | |
| février 1947                             | octobre 1947                 | Olivier Vasset             |           | |
| octobre 1947                             | 1981                         | Daniel Tabary              | PCF       | Commerçant Conseiller général du canton de Picquigny (1964 → 1970) Démissionnaire                                                                                               |
| 1981                                     | mars 1983                    | Jean-Pierre Roger          | PCF       | 1er adjoint[C'est-à-dire ?] |
| mars 1983                                | mars 1989                    | Serge François             | PCF       | |
| mars 1989                                | mars 2014                    | Francis Fouquet            | DVD       | Président de la CC de l'Ouest d'Amiens [Quand ?] |
| mars 2014                                | En cours (au 8 octobre 2020) | Catherine Bénédini-Polleux | PS        | Fonctionnaire territoriale Conseillère départementale du canton d'Ailly-sur-Somme (2015 → ) Vice-présidente de la CC Nièvre et Somme (2017 → ) Réélue pour le mandat 2020-2026, |

## Population et société

### Démographie
L'évolution du nombre d'habitants est connue à travers les recensements de la population effectués dans la commune depuis 1793. Pour les communes de moins de 10 000 habitants, une enquête de recensement portant sur toute la population est réalisée tous les cinq ans, les populations de référence des années intermédiaires étant quant à elles estimées par interpolation ou extrapolation. Pour la commune, le premier recensement exhaustif entrant dans le cadre du nouveau dispositif a été réalisé en 2007.

En 2022, la commune comptait 2 973 habitants, en évolution de −0,7 % par rapport à 2016 (Somme : −1,26 %, France hors Mayotte : +2,11 %).
| 1793 | 1800 | 1806 | 1821 | 1831 | 1836 | 1841 | 1846 | 1851 |
| ---- | ---- | ---- | ---- | ---- | ---- | ---- | ---- | ---- |
| 378  | 407  | 429  | 477  | 506  | 510  | 526  | 562  | 711  |

| 1856 | 1861 | 1866 | 1872 | 1876  | 1881  | 1886  | 1891  | 1896  |
| ---- | ---- | ---- | ---- | ----- | ----- | ----- | ----- | ----- |
| 786  | 917  | 929  | 932  | 1 103 | 1 190 | 1 339 | 1 413 | 1 584 |

| 1901  | 1906  | 1911  | 1921  | 1926  | 1931  | 1936  | 1946  | 1954  |
| ----- | ----- | ----- | ----- | ----- | ----- | ----- | ----- | ----- |
| 1 978 | 2 101 | 2 162 | 2 364 | 2 218 | 2 145 | 1 946 | 1 841 | 2 179 |

| 1962  | 1968  | 1975  | 1982  | 1990  | 1999  | 2006  | 2007  | 2012  |
| ----- | ----- | ----- | ----- | ----- | ----- | ----- | ----- | ----- |
| 2 195 | 2 368 | 4 157 | 3 972 | 3 505 | 3 322 | 3 183 | 3 164 | 3 095 |

| 2017  | 2022  | - | - | - | - | - | - | - |
| ----- | ----- | - | - | - | - | - | - | - |
| 2 967 | 2 973 | - | - | - | - | - | - | - |

### Enseignement
L'école élémentaire Aimé Merchez et l'école maternelle la Rotonde accueillent les enfants d'âge scolaire primaire.
La localité héberge le collège du Val de Somme.

### Sports
- En football, le club de l'US Ailly-Sur-Somme fondé en 1899 évolue en CFA2 (Championnat de France Amateur 2).

Les matchs ont lieu au stade Nicolas-Coupé, aussi appelé « stade du Bas » ou « stade municipal ». Un stade qui comporte une tribune de places assises aux couleurs du club (bleu et noir), ainsi qu'un terrain synthétique pour les entraînements et un terrain de Beach-Soccer.
- Le handball est le 2e sport phare de la commune. Les handballeurs s'entraînent et jouent leurs matches au nouveau gymnase, le gymnase Serge-Domart, situé à côté du stade Aimé-Merchez.
- Le twirling baton, médaille de bronze au championnat de France. Il a été créé par Cécile Duquesnoy et Richard Brassart.
- Tennis avec le TCAS.

## Économie

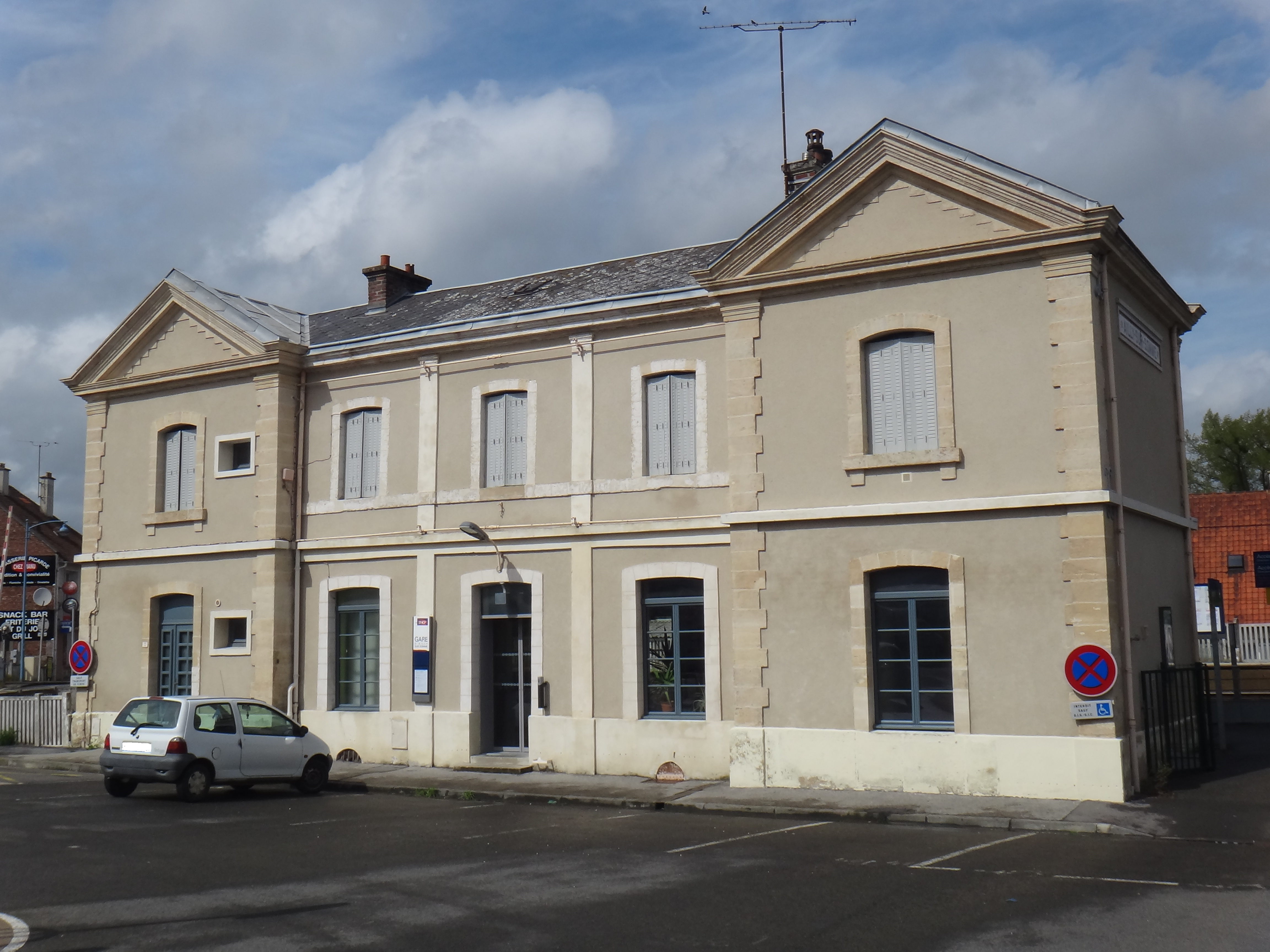
La gare.

L'office de tourisme Nièvre & Somme, anciennement situé dans la Maison éclusière, a déménagé dans la maison éclusière de la commune de Picquigny.
La commune dispose d'une gare sur la ligne Paris-Boulogne.

## Culture locale et patrimoine

### Lieux et monuments

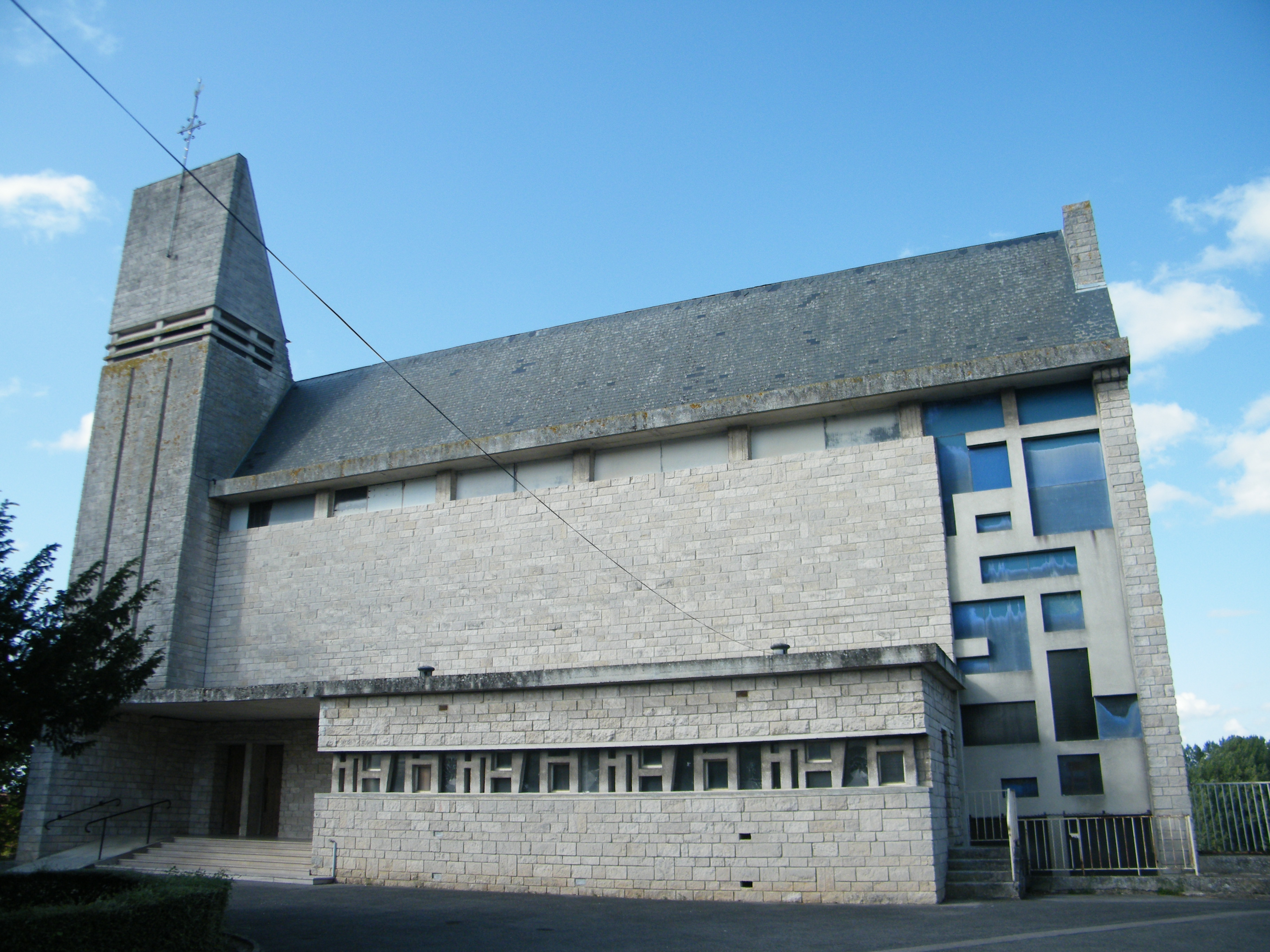
Église Saint-Martin d'Ailly.
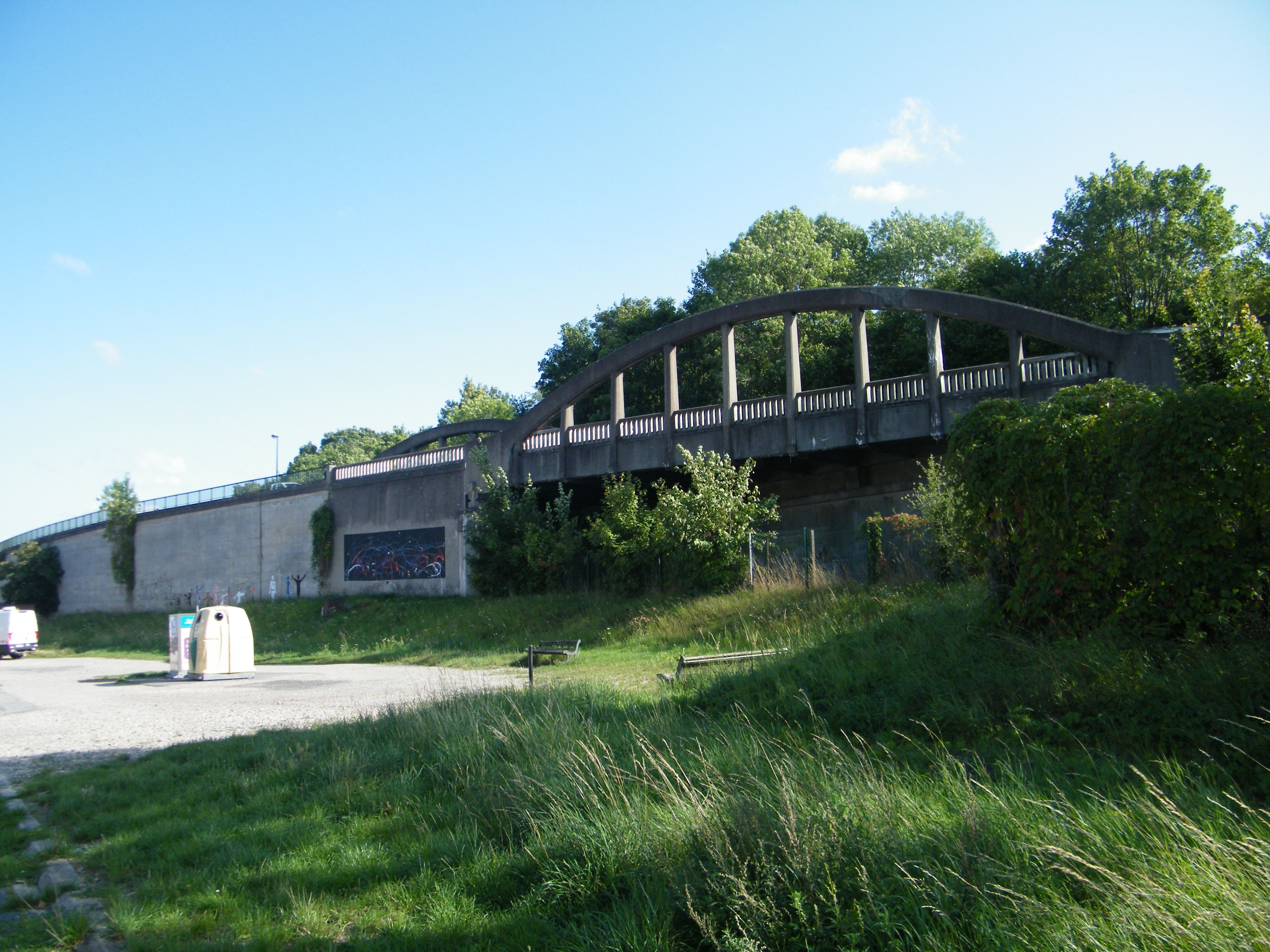
Le pont sur la voie ferrée.
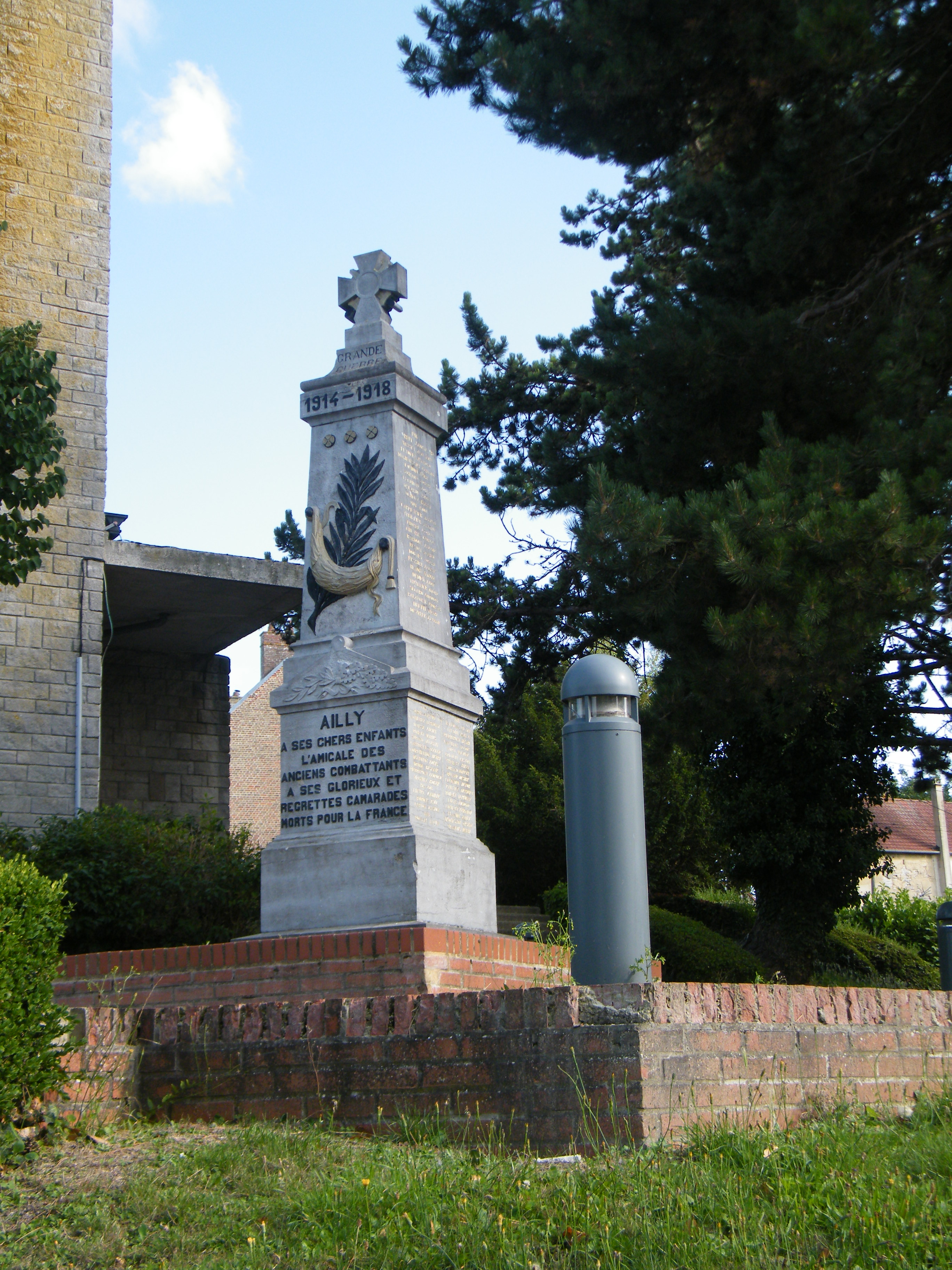
Monument aux morts pour la patrie.
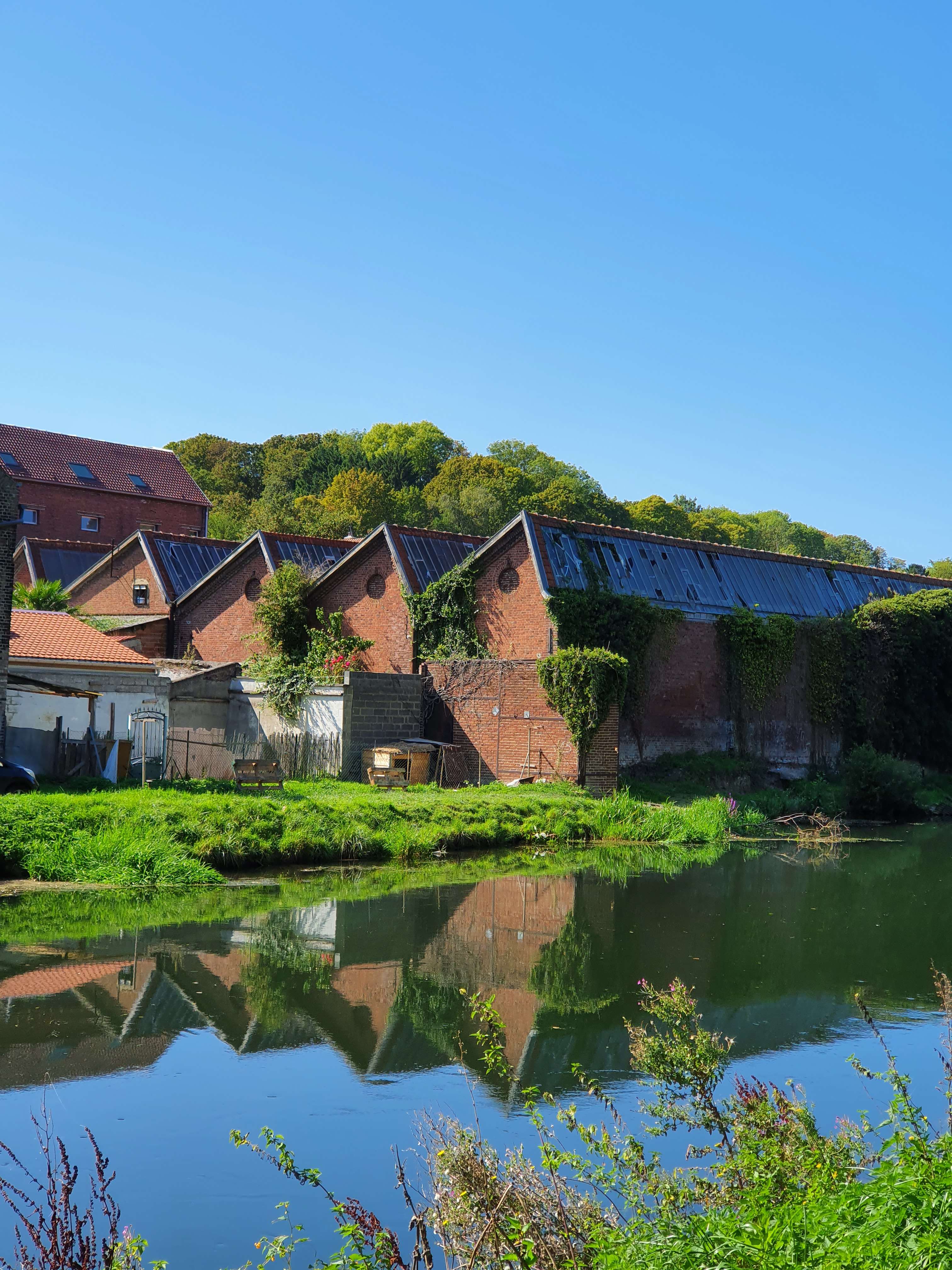
Anciennes usines en bord de Somme.

- Église Saint-Martin d'Ailly-sur-Somme.
- La cité des casernes, en bord de Somme.
- Lieu de pêche, Ailly permet la capture de silures. Un spécimen de plus de 10 kg est sorti des étangs "El Tinch" en juin 2020[29].

### Personnalités liées à la commune
- James Drummond Carmichaël  (1817-1875), industriel originaire de Dundee en Écosse[30], il devient directeur de la filature des frères Baxter en 1843. Il y installe le filage du jute dès cette date puis le tissage mécanique à partir de 1868[31].
- Sylviane Carpentier, Miss France 1953, a grandi à Ailly-sur-Somme[réf. nécessaire].

### Héraldique
| Blason de Ailly-sur-Somme | Blason  | De gueules aux deux branches d'alisier d'argent passées en sautoir, au chef échiqueté d'azur et d'argent de trois tires. |
| Blason de Ailly-sur-Somme | Détails | Ornement extérieur : - Croix de guerre 1939-1945 avec étoile de bronze. Citation à l'ordre du régiment du 11 novembre 1948 : « bien que très éprouvée au cours des combats qui se sont déroulés sur son territoire les 5 et 6 juin 1940 n'a pas hésité durant l'occupation à faire face aux entreprises de l'ennemi. A constitué une formation clandestine qui s'est distinguée notamment par des actes de sabotage et qui a participé en septembre 1944 aux opérations de nettoyage, faisant des prisonniers allemands. A éprouvé de sérieuses pertes en vies humaines et de sévères destructions. » La commune d'Ailly-sur-Somme a repris les armes de la famille d'Ailly, originaire d'Ailly-le-Haut-Clocher. Il s'agit d'armes parlantes : Ailly, alisier. On retrouve l'origine de ses armoiries sur un sceau de Jean d'Ailly, vidame d'Amiens, figurant sur un document du 12 septembre 1461. |

## Pour approfondir